# ココロケシキ
『ココロケシキ』は、伊藤かな恵の1枚目のオリジナルアルバム。2011年11月23日にLantisから発売された。

## 概要
2009年のデビューからのシングルナンバー5曲（うち、4曲は各テレビアニメのエンディングテーマ）を中心に収録した、1枚目のオリジナルアルバム。初回限定版と通常版の2種類で発売され、前者には「タイニーローグ」のPV等を収録したDVDとの同梱。また、初回生産分には、2012年に行われた伊藤のファーストライブツアーのシリアルナンバー入り先行抽選予約案内が同封された。
タイトルは、日常の面での景色を形にしたいという想いで命名された。

## 収録曲
1. タイニーローグ [4:45]
作詞：坂井季乃、作曲・編曲：黒須克彦
2. hide and seek [3:50]
作詞・作曲：アツミサオリ、編曲：渡辺拓也
  - 2ndシングル
3. スタンプ [4:40]
作詞：坂井季乃、作曲・編曲：渡辺拓也
4. ユメ・ミル・ココロ [4:26]
作詞：畑亜貴　作曲・編曲：渡辺拓也
  - テレビアニメ『大正野球娘。』エンディングテーマ

1stシングル
5. メタメリズム [4:26]
作詞・作曲：アツミサオリ、編曲：marble
  - テレビアニメ『侵略!イカ娘』エンディングテーマ

4thシングル
6. ラリルララ [4:30]
作詞・作曲・編曲：渡辺拓也
7. ペルシャ [4:15]
作詞：こだまさおり　作曲・編曲：渡辺拓也
8. 誘惑マーマレード [4:42]
作詞・作曲：アツミサオリ　編曲：渡辺拓也
9. サボテン [4:49]
作詞・作曲：アツミサオリ　編曲：渡辺拓也
10. いじわるな恋 [5:31]
作詞・作曲：rino、編曲：渡辺拓也
  - OVA『今日、恋をはじめます』エンディングテーマ

3rdシングル
11. つまさきだち [3:24]
作詞：坂井季乃　作曲・編曲：黒須克彦
  - テレビアニメ『そふてにっ』エンディングテーマ

5thシングル
12. さいしょのさいしょ [3:58]
作詞：伊藤かな恵　作曲・編曲：山田高弘

DVD（初回限定版のみ）
1. タイニーローグ（Music Clip）
2. メイキング

## チャート
| チャート（2011年）         | 最高位 |
| -------------------------- | ------ |
| オリコン                   | 24     |
| Billboard JAPAN Top Albums | 21     |